# Jasmin Akter
Jasmin Akter (née en 2001) est une joueuse de cricket, qui est née dans le camp de réfugiés Nayapara, au Bangladesh. Elle fait partie de la communauté Rohingya, un groupe ethnique sauvagement persécuté en Birmanie. Elle est venue vivre à Bradford, au Royaume-Uni en tant que réfugiée et a créé une équipe de cricket entièrement composée de jeunes filles d'origine asiatique. Elle a également représenté l'Angleterre lors du premier match caritatif de la Street Child Cricket World Cup et a presque gagné. Elle a été nommée parmi l'une des 100 femmes les plus inspirantes et les plus influentes en 2019.

## Vie passée
Jasmin Akter est née en 2001 dans le camp de réfugiés de Nyapara au Bangladesh, l'un des camps où plus d'un million de Rohingyas ont été contraints de fuir après avoir été confrontés à un génocide et à des persécutions brutales en Birmanie. Son père est décédé juste après sa naissance et sa mère a eu quatre autres enfants, tous vivant dans la pauvreté. Jasmin Akter n'a pas eu d'éducation scolaire pendant près de dix ans, mais, grâce au programme UNHRC, la famille est finalement venue s'installer au Royaume-Uni en tant que réfugiés.
Jasmin Akter n'avait que huit ans lorsque sa famille a déménagé à Bradford, dans le West Yorkshire. En 2014, sa mère et son frère cadet ont été grièvement blessés dans un accident de voiture lors d'une visite au Bangladesh. Sa mère était paralysée, sans assurance maladie, hospitalisée au Bangladesh pendant trois mois. Finalement, ils ont obtenu une aide pour retourner au Royaume-Uni, mais sa mère est restée à l'hôpital pendant deux ans et avait besoin de soins constants.
Jasmin Akter a dû s'occuper à l'âge de treize ans de sa mère et de ses trois frères et sœurs. Elle faisait partie de l'équipe de Bradford Football Club mais a dû y renoncer et renoncer à une bourse complète pour les États-Unis.

## Carrière de cricket
Avec l'aide d'un entraîneur de club après l'école, elle put trouver une autre voie dans le sport et c'est ainsi que son talent pour le cricket a été découvert. Les compétences d'Akter ont été rapidement reconnues ; elle a été nommée capitaine et engagée dans l'équipe du comté de Yorkshire, bien qu'elle reçut des remarques sur le fait d'évoluer dans un sport traditionnellement masculin.
Elle dit notamment : « Le sport est quelque chose pour lequel je sens que je suis née. C'est quelque chose en quoi j'ai vraiment confiance et qui montre qui je suis ». Akter a également entraîné de jeunes enfants et a été repérée par l'association caritative Centrepoint qui soutient les jeunes sans-abri et qui formait une équipe nationale d'Angleterre, pour une Coupe du monde de cricket des enfants de la rue. Akter a été nommée par la suite capitaine de l'équipe d'Angleterre.
La compétition Street Child World Cup était destinée aux équipes de cricket de jeunes issus de milieux défavorisés (âgés de 13 à 17 ans) du Bangladesh, d'Angleterre, d'Inde, de Maurice, du Népal, de Tanzanie et des Antilles jouant en compétition pour leurs équipes nationales respectives, à Londres et Cambridge, et leur a permis également d'assister à un mini-congrès sur leurs droits humains organisé parallèlement au tournoi sportif. Akter a parlé de la « lumière au bout du tunnel » que cette opportunité lui a donnée, lors d'un événement associé au Parlement britannique.
Après une victoire facile en demi-finale contre la Tanzanie, la finale de l'Angleterre était contre India South et s'est jouée au célèbre Lords Cricket Ground à Londres juste avant les internationaux de la Coupe du monde de cricket de l'International Cricket Council. Akter dit qu'elle était vraiment fière de jouer sur le même terrain que ses héros sportifs comme Ben Stoke's. Ce fut un match serré, l'équipe d'Akter perdant en finale. L'intendant des Lords, Ted Clark, est cité comme accueillant le nouveau jeune talent international dans le sport, mais demandant également « pourquoi en 2019, les enfants dorment-ils toujours dans la rue ? ».
Une future Coupe du monde des enfants de la rue est prévue pour la prochaine Coupe du monde de cricket, en Inde en 2023.

## Reconnaissance
Pour son succès dans le sport, contre toute attente, et pour avoir encouragé les autres dans une équipe féminine entièrement asiatique, Akter a été nommée l'une des 100 meilleures femmes de la BBC en 2019, pour avoir inspiré et influencé les autres dans le monde. Elle aurait déclaré à propos de ce qu'elle ressentait dans son sport : « Tout ce que je sais, c'est la sensation, le pur plaisir du mouvement est plus grand lorsque chaque respiration souffle avec libération ».
Akter étudie actuellement le diplôme BTEC 3 en commerce au Bradford College et souhaite ensuite obtenir un diplôme en comptabilité. Elle continue d'entraîner et de faire du bénévolat et d'inspirer les autres, en disant :
« J'ai brisé des barrières ; J'ai dépassé les attentes et il est important que les jeunes filles de tous horizons puissent le voir ».
Akter a été présélectionnée avec Sabeha Salam au Yorkshire County Cricket Club comme l'une des étoiles montantes du sport aux British Muslim Awards en 2020.